# 토니 키탠
토니 키탠(영어: Julie Ellen Kitaen, 1961년 8월 5일 ~ 2021년 5월 7일)는 미국의 모델, 텔레비전 배우, 영화배우, 성우이다.

## 영화
- 애프터 미드나잇 (2014년)
- 셀러브러티 리햅 위드 닥터 드류 (2008년)
- 데드 타이즈 (1997년)
- 플레이백(이탈리아어판) (1995년)
- 헤라클레스 (1994년)
- 대부와 연인 (1989년)
- 맥주 맥주 대소동 (1987년)
- 복수의 총탄 (1987년)
- 모래성의 연인들 (1986년)
- 캘리포니아 걸 (1985년)
- 위치보드 (1985년)
- 여전사 그웬돌린 (1984년)
- 총각 파티 (1984년)